# Eleições legislativas de 2011 em Coimbra

## Resultados Oficiais
| Partido                 | Partido                               | Votos   | %               | +/-   |
| ----------------------- | ------------------------------------- | ------- | --------------- | ----- |
|                         | Partido Social Democrata              | 28 351  | 35,99 / 100,00  | 8,66  |
|                         | Partido Socialista                    | 22 538  | 28,61 / 100,00  | 7,21  |
|                         | CDS – Partido Popular                 | 8 680   | 11,02 / 100,00  | 2,29  |
|                         | Coligação Democrática Unitária        | 6 641   | 8,43 / 100,00   | 0,07  |
|                         | Bloco de Esquerda                     | 6 016   | 7,64 / 100,00   | 5,96  |
|                         | Partido pelos Animais e pela Natureza | 912     | 1,16 / 100,00   | Novo  |
|                         | Outros                                | 1 993   | 2,53 / 100,00   |       |
| Votos Inválidos         | Votos Inválidos                       | 3 635   | 4,61 / 100,00   | 1,29  |
| Total                   | Total                                 | 78 766  | 100,00 / 100,00 |       |
| Eleitorado/Participação | Eleitorado/Participação               | 128 433 | 61,33 / 100,00  | 1,39  |
| Fonte                   | Fonte                                 | [ 1 ]   | [ 1 ]           | [ 1 ] |

## Resultados por Freguesia
Os resultados seguintes referem-se aos partidos que obtiveram mais de 1,00% dos votos:
| Freguesia                 | %     | %     | %     | %     | %     | %    | Votantes |
| Freguesia                 | PSD   | PS    | CDS   | CDU   | BE    | PAN  | Votantes |
| ------------------------- | ----- | ----- | ----- | ----- | ----- | ---- | -------- |
| Almalaguês                | 33,37 | 32,38 | 8,81  | 8,52  | 7,64  | 1,11 | 1 714    |
| Ameal                     | 21,94 | 41,16 | 6,19  | 12,39 | 8,52  | 1,29 | 775      |
| Antanhol                  | 33,49 | 30,72 | 11,83 | 7,37  | 8,37  | 1,23 | 1 302    |
| Antuzede                  | 25,46 | 42,64 | 7,75  | 8,99  | 5,81  | 0,88 | 1 135    |
| Arzila                    | 18,40 | 46,81 | 9,84  | 12,20 | 4,74  | 0,55 | 549      |
| Assafarge                 | 36,24 | 27,91 | 8,98  | 8,46  | 7,55  | 1,89 | 1 537    |
| Botão                     | 29,06 | 46,65 | 5,79  | 6,58  | 3,06  | 0,91 | 881      |
| Brasfemes                 | 28,56 | 35,90 | 7,90  | 9,37  | 7,44  | 1,29 | 1 089    |
| Castelo Viegas            | 31,12 | 30,55 | 7,33  | 11,61 | 6,99  | 1,47 | 887      |
| Ceira                     | 34,51 | 31,81 | 9,65  | 7,89  | 6,23  | 1,14 | 1 927    |
| Cernache                  | 31,46 | 31,37 | 11,27 | 9,02  | 8,03  | 1,03 | 2 228    |
| Coimbra - Almedina        | 40,80 | 24,59 | 9,43  | 11,93 | 6,19  | 1,03 | 679      |
| Coimbra - Santa Cruz      | 34,94 | 28,18 | 11,13 | 9,34  | 7,97  | 1,41 | 3 414    |
| Coimbra - São Bartolomeu  | 34,62 | 31,44 | 8,88  | 6,38  | 10,25 | 1,14 | 439      |
| Coimbra - Sé Nova         | 44,76 | 18,01 | 15,28 | 7,26  | 7,77  | 0,93 | 4 104    |
| Eiras                     | 33,48 | 28,51 | 10,71 | 9,83  | 9,10  | 1,63 | 6 132    |
| Lamarosa                  | 37,37 | 29,83 | 9,13  | 8,39  | 6,16  | 0,74 | 942      |
| Ribeira de Frades         | 29,76 | 41,19 | 8,30  | 8,30  | 5,36  | 0,61 | 988      |
| Santa Clara               | 38,31 | 26,56 | 11,41 | 8,03  | 7,71  | 1,33 | 5 652    |
| Santo António dos Olivais | 41,15 | 22,92 | 13,19 | 7,25  | 8,12  | 1,03 | 22 699   |
| São João do Campo         | 21,77 | 43,35 | 8,94  | 14,73 | 4,75  | 0,29 | 1 052    |
| São Martinho de Árvore    | 28,97 | 32,29 | 10,89 | 6,64  | 7,38  | 1,29 | 542      |
| São Martinho do Bispo     | 35,30 | 29,14 | 10,24 | 8,27  | 8,17  | 1,32 | 7 434    |
| São Paulo de Frades       | 31,12 | 33,36 | 10,22 | 7,98  | 6,77  | 1,06 | 2 731    |
| São Silvestre             | 27,43 | 35,14 | 8,49  | 12,41 | 8,16  | 1,05 | 1 531    |
| Souselas                  | 35,04 | 33,86 | 6,75  | 9,86  | 5,87  | 1,12 | 1 704    |
| Taveiro                   | 30,44 | 36,55 | 10,31 | 7,25  | 6,68  | 1,24 | 1 048    |
| Torre de Vilela           | 37,19 | 34,34 | 7,71  | 8,88  | 6,20  | 1,34 | 597      |
| Torres do Mondego         | 32,10 | 35,88 | 6,11  | 10,62 | 5,79  | 0,56 | 1 243    |
| Trouxemil                 | 27,48 | 38,68 | 9,98  | 9,69  | 7,09  | 1,30 | 1 383    |
| Vil de Matos              | 36,68 | 39,95 | 6,31  | 4,91  | 5,37  | 1,64 | 428      |
| Coimbra                   | 35,99 | 28,61 | 11,02 | 8,43  | 7,64  | 1,16 | 78 766   |

#### Almalaguês
| Partido                 | Partido                               | Votos | %               | +/-   |
| ----------------------- | ------------------------------------- | ----- | --------------- | ----- |
|                         | Partido Social Democrata              | 572   | 33,37 / 100,00  | 10,84 |
|                         | Partido Socialista                    | 555   | 32,38 / 100,00  | 7,90  |
|                         | CDS – Partido Popular                 | 151   | 8,81 / 100,00   | 1,36  |
|                         | Coligação Democrática Unitária        | 146   | 8,52 / 100,00   | 0,02  |
|                         | Bloco de Esquerda                     | 131   | 7,64 / 100,00   | 5,97  |
|                         | Partido pelos Animais e pela Natureza | 19    | 1,11 / 100,00   | Novo  |
|                         | Outros                                | 53    | 3,09 / 100,00   |       |
| Votos Inválidos         | Votos Inválidos                       | 87    | 5,08 / 100,00   | 0,68  |
| Total                   | Total                                 | 1 714 | 100,00 / 100,00 |       |
| Eleitorado/Participação | Eleitorado/Participação               | 2 909 | 58,92 / 100,00  | 2,01  |

#### Ameal
| Partido                 | Partido                               | Votos | %               | +/-  |
| ----------------------- | ------------------------------------- | ----- | --------------- | ---- |
|                         | Partido Socialista                    | 319   | 41,16 / 100,00  | 3,87 |
|                         | Partido Social Democrata              | 170   | 21,94 / 100,00  | 6,63 |
|                         | Coligação Democrática Unitária        | 96    | 12,39 / 100,00  | 0,98 |
|                         | Bloco de Esquerda                     | 66    | 8,52 / 100,00   | 7,48 |
|                         | CDS – Partido Popular                 | 48    | 6,19 / 100,00   | 1,96 |
|                         | Partido pelos Animais e pela Natureza | 10    | 1,29 / 100,00   | Novo |
|                         | PCTP/MRPP                             | 10    | 1,29 / 100,00   | 1,00 |
|                         | Outros                                | 15    | 1,94 / 100,00   |      |
| Votos Inválidos         | Votos Inválidos                       | 41    | 5,29 / 100,00   | 3,12 |
| Total                   | Total                                 | 775   | 100,00 / 100,00 |      |
| Eleitorado/Participação | Eleitorado/Participação               | 1 241 | 62,45 / 100,00  | 5,54 |

#### Antanhol
| Partido                 | Partido                               | Votos | %               | +/-  |
| ----------------------- | ------------------------------------- | ----- | --------------- | ---- |
|                         | Partido Social Democrata              | 436   | 33,49 / 100,00  | 7,28 |
|                         | Partido Socialista                    | 400   | 30,72 / 100,00  | 7,02 |
|                         | CDS – Partido Popular                 | 154   | 11,83 / 100,00  | 2,99 |
|                         | Bloco de Esquerda                     | 109   | 8,37 / 100,00   | 6,08 |
|                         | Coligação Democrática Unitária        | 96    | 7,37 / 100,00   | 1,22 |
|                         | Partido pelos Animais e pela Natureza | 16    | 1,23 / 100,00   | Novo |
|                         | Outros                                | 38    | 2,92 / 100,00   |      |
| Votos Inválidos         | Votos Inválidos                       | 53    | 4,07 / 100,00   | 0,15 |
| Total                   | Total                                 | 1 302 | 100,00 / 100,00 |      |
| Eleitorado/Participação | Eleitorado/Participação               | 2 065 | 63,05 / 100,00  | 1,36 |

#### Antuzede
| Partido                 | Partido                        | Votos | %               | +/-  |
| ----------------------- | ------------------------------ | ----- | --------------- | ---- |
|                         | Partido Socialista             | 484   | 42,64 / 100,00  | 6,33 |
|                         | Partido Social Democrata       | 289   | 25,46 / 100,00  | 8,53 |
|                         | Coligação Democrática Unitária | 102   | 8,99 / 100,00   | 0,40 |
|                         | CDS – Partido Popular          | 88    | 7,75 / 100,00   | 1,14 |
|                         | Bloco de Esquerda              | 66    | 5,81 / 100,00   | 6,33 |
|                         | Outros                         | 49    | 4,32 / 100,00   |      |
| Votos Inválidos         | Votos Inválidos                | 57    | 5,02 / 100,00   | 1,80 |
| Total                   | Total                          | 1 135 | 100,00 / 100,00 |      |
| Eleitorado/Participação | Eleitorado/Participação        | 2 134 | 53,19 / 100,00  | 3,72 |

#### Arzila
| Partido                 | Partido                        | Votos | %               | +/-  |
| ----------------------- | ------------------------------ | ----- | --------------- | ---- |
|                         | Partido Socialista             | 257   | 46,81 / 100,00  | 1,39 |
|                         | Partido Social Democrata       | 101   | 18,40 / 100,00  | 6,53 |
|                         | Coligação Democrática Unitária | 67    | 12,20 / 100,00  | 0,03 |
|                         | CDS – Partido Popular          | 54    | 9,84 / 100,00   | 3,90 |
|                         | Bloco de Esquerda              | 26    | 4,74 / 100,00   | 9,11 |
|                         | PCTP/MRPP                      | 7     | 1,28 / 100,00   | 1,06 |
|                         | Outros                         | 17    | 3,10 / 100,00   |      |
| Votos Inválidos         | Votos Inválidos                | 20    | 3,65 / 100,00   | 0,41 |
| Total                   | Total                          | 549   | 100,00 / 100,00 |      |
| Eleitorado/Participação | Eleitorado/Participação        | 815   | 67,36 / 100,00  | 0,29 |

#### Assafarge
| Partido                 | Partido                               | Votos | %               | +/-   |
| ----------------------- | ------------------------------------- | ----- | --------------- | ----- |
|                         | Partido Social Democrata              | 557   | 36,24 / 100,00  | 13,27 |
|                         | Partido Socialista                    | 429   | 27,91 / 100,00  | 12,52 |
|                         | CDS – Partido Popular                 | 138   | 8,98 / 100,00   | 1,86  |
|                         | Coligação Democrática Unitária        | 130   | 8,46 / 100,00   | 1,01  |
|                         | Bloco de Esquerda                     | 116   | 7,55 / 100,00   | 7,43  |
|                         | Partido pelos Animais e pela Natureza | 29    | 1,89 / 100,00   | Novo  |
|                         | PCTP/MRPP                             | 16    | 1,04 / 100,00   | 0,03  |
|                         | Outros                                | 27    | 1,76 / 100,00   |       |
| Votos Inválidos         | Votos Inválidos                       | 95    | 6,18 / 100,00   | 1,41  |
| Total                   | Total                                 | 1 537 | 100,00 / 100,00 |       |
| Eleitorado/Participação | Eleitorado/Participação               | 2 295 | 66,97 / 100,00  | 2,13  |

#### Botão
| Partido                 | Partido                        | Votos | %               | +/-  |
| ----------------------- | ------------------------------ | ----- | --------------- | ---- |
|                         | Partido Socialista             | 411   | 46,65 / 100,00  | 6,23 |
|                         | Partido Social Democrata       | 256   | 29,06 / 100,00  | 9,59 |
|                         | Coligação Democrática Unitária | 58    | 6,58 / 100,00   | 1,38 |
|                         | CDS – Partido Popular          | 51    | 5,79 / 100,00   | 0,74 |
|                         | Bloco de Esquerda              | 27    | 3,06 / 100,00   | 6,01 |
|                         | Outros                         | 32    | 3,62 / 100,00   |      |
| Votos Inválidos         | Votos Inválidos                | 46    | 5,22 / 100,00   | 0,79 |
| Total                   | Total                          | 881   | 100,00 / 100,00 |      |
| Eleitorado/Participação | Eleitorado/Participação        | 1 475 | 59,73 / 100,00  | 0,50 |

#### Brasfemes
| Partido                 | Partido                               | Votos | %               | +/-  |
| ----------------------- | ------------------------------------- | ----- | --------------- | ---- |
|                         | Partido Socialista                    | 391   | 35,90 / 100,00  | 6,38 |
|                         | Partido Social Democrata              | 311   | 28,56 / 100,00  | 9,26 |
|                         | Coligação Democrática Unitária        | 102   | 9,37 / 100,00   | 0,37 |
|                         | CDS – Partido Popular                 | 86    | 7,90 / 100,00   | 0,64 |
|                         | Bloco de Esquerda                     | 81    | 7,44 / 100,00   | 6,35 |
|                         | Partido pelos Animais e pela Natureza | 14    | 1,29 / 100,00   | Novo |
|                         | Movimento Esperança Portugal          | 12    | 1,10 / 100,00   | 0,64 |
|                         | Outros                                | 23    | 2,11 / 100,00   |      |
| Votos Inválidos         | Votos Inválidos                       | 69    | 6,34 / 100,00   | 2,02 |
| Total                   | Total                                 | 1 089 | 100,00 / 100,00 |      |
| Eleitorado/Participação | Eleitorado/Participação               | 1 809 | 60,20 / 100,00  | 0,72 |

#### Castelo Viegas
| Partido                 | Partido                               | Votos | %               | +/-  |
| ----------------------- | ------------------------------------- | ----- | --------------- | ---- |
|                         | Partido Social Democrata              | 276   | 31,12 / 100,00  | 7,47 |
|                         | Partido Socialista                    | 271   | 30,55 / 100,00  | 7,24 |
|                         | Coligação Democrática Unitária        | 103   | 11,61 / 100,00  | 1,65 |
|                         | CDS – Partido Popular                 | 65    | 7,33 / 100,00   | 1,69 |
|                         | Bloco de Esquerda                     | 62    | 6,99 / 100,00   | 6,60 |
|                         | PCTP/MRPP                             | 19    | 2,14 / 100,00   | 0,70 |
|                         | Partido pelos Animais e pela Natureza | 13    | 1,47 / 100,00   | Novo |
|                         | Outros                                | 20    | 2,26 / 100,00   |      |
| Votos Inválidos         | Votos Inválidos                       | 58    | 6,54 / 100,00   | 3,01 |
| Total                   | Total                                 | 887   | 100,00 / 100,00 |      |
| Eleitorado/Participação | Eleitorado/Participação               | 1 422 | 62,38 / 100,00  | 1,13 |

#### Ceira
| Partido                 | Partido                               | Votos | %               | +/-   |
| ----------------------- | ------------------------------------- | ----- | --------------- | ----- |
|                         | Partido Social Democrata              | 665   | 34,51 / 100,00  | 10,19 |
|                         | Partido Socialista                    | 613   | 31,81 / 100,00  | 8,66  |
|                         | CDS – Partido Popular                 | 186   | 9,65 / 100,00   | 1,43  |
|                         | Coligação Democrática Unitária        | 152   | 7,89 / 100,00   | 0,43  |
|                         | Bloco de Esquerda                     | 120   | 6,23 / 100,00   | 5,83  |
|                         | PCTP/MRPP                             | 27    | 1,40 / 100,00   | 0,33  |
|                         | Partido pelos Animais e pela Natureza | 22    | 1,14 / 100,00   | Novo  |
|                         | Outros                                | 50    | 2,59 / 100,00   |       |
| Votos Inválidos         | Votos Inválidos                       | 92    | 4,77 / 100,00   | 1,07  |
| Total                   | Total                                 | 1 927 | 100,00 / 100,00 |       |
| Eleitorado/Participação | Eleitorado/Participação               | 3 645 | 52,87 / 100,00  | 2,07  |

#### Cernache
| Partido                 | Partido                               | Votos | %               | +/-   |
| ----------------------- | ------------------------------------- | ----- | --------------- | ----- |
|                         | Partido Social Democrata              | 701   | 31,46 / 100,00  | 10,03 |
|                         | Partido Socialista                    | 699   | 31,37 / 100,00  | 7,53  |
|                         | CDS – Partido Popular                 | 251   | 11,27 / 100,00  | 3,36  |
|                         | Coligação Democrática Unitária        | 201   | 9,02 / 100,00   | 0,50  |
|                         | Bloco de Esquerda                     | 179   | 8,03 / 100,00   | 7,14  |
|                         | Partido pelos Animais e pela Natureza | 23    | 1,03 / 100,00   | Novo  |
|                         | Outros                                | 54    | 2,41 / 100,00   |       |
| Votos Inválidos         | Votos Inválidos                       | 120   | 5,39 / 100,00   | 1,61  |
| Total                   | Total                                 | 2 228 | 100,00 / 100,00 |       |
| Eleitorado/Participação | Eleitorado/Participação               | 3 502 | 63,62 / 100,00  | 2,16  |

#### Coimbra - Almedina
| Partido                 | Partido                               | Votos | %               | +/-  |
| ----------------------- | ------------------------------------- | ----- | --------------- | ---- |
|                         | Partido Social Democrata              | 277   | 40,80 / 100,00  | 8,09 |
|                         | Partido Socialista                    | 167   | 24,59 / 100,00  | 4,52 |
|                         | Coligação Democrática Unitária        | 81    | 11,93 / 100,00  | 1,96 |
|                         | CDS – Partido Popular                 | 64    | 9,43 / 100,00   | 1,42 |
|                         | Bloco de Esquerda                     | 42    | 6,19 / 100,00   | 4,96 |
|                         | Partido pelos Animais e pela Natureza | 7     | 1,03 / 100,00   | Novo |
|                         | PCTP/MRPP                             | 7     | 1,03 / 100,00   | 0,31 |
|                         | Outros                                | 10    | 1,47 / 100,00   |      |
| Votos Inválidos         | Votos Inválidos                       | 24    | 3,53 / 100,00   | 0,73 |
| Total                   | Total                                 | 679   | 100,00 / 100,00 |      |
| Eleitorado/Participação | Eleitorado/Participação               | 1 163 | 58,38 / 100,00  | 0,27 |

#### Coimbra - Santa Cruz
| Partido                 | Partido                               | Votos | %               | +/-  |
| ----------------------- | ------------------------------------- | ----- | --------------- | ---- |
|                         | Partido Social Democrata              | 1 193 | 34,94 / 100,00  | 6,75 |
|                         | Partido Socialista                    | 982   | 28,18 / 100,00  | 6,31 |
|                         | CDS – Partido Popular                 | 380   | 11,13 / 100,00  | 2,27 |
|                         | Coligação Democrática Unitária        | 319   | 9,34 / 100,00   | 0,06 |
|                         | Bloco de Esquerda                     | 272   | 7,97 / 100,00   | 5,59 |
|                         | Partido pelos Animais e pela Natureza | 48    | 1,41 / 100,00   | Novo |
|                         | Outros                                | 104   | 3,05 / 100,00   |      |
| Votos Inválidos         | Votos Inválidos                       | 136   | 3,98 / 100,00   | 1,19 |
| Total                   | Total                                 | 3 414 | 100,00 / 100,00 |      |
| Eleitorado/Participação | Eleitorado/Participação               | 5 955 | 57,33 / 100,00  | 0,19 |

#### Coimbra - São Bartolomeu
| Partido                 | Partido                               | Votos | %               | +/-  |
| ----------------------- | ------------------------------------- | ----- | --------------- | ---- |
|                         | Partido Social Democrata              | 152   | 34,62 / 100,00  | 7,22 |
|                         | Partido Socialista                    | 138   | 31,44 / 100,00  | 3,20 |
|                         | Bloco de Esquerda                     | 45    | 10,25 / 100,00  | 5,41 |
|                         | CDS – Partido Popular                 | 39    | 8,88 / 100,00   | 0,12 |
|                         | Coligação Democrática Unitária        | 28    | 6,38 / 100,00   | 2,23 |
|                         | PCTP/MRPP                             | 8     | 1,82 / 100,00   | 0,45 |
|                         | Partido pelos Animais e pela Natureza | 5     | 1,14 / 100,00   | Novo |
|                         | Outros                                | 7     | 1,60 / 100,00   |      |
| Votos Inválidos         | Votos Inválidos                       | 17    | 3,88 / 100,00   | 1,93 |
| Total                   | Total                                 | 439   | 100,00 / 100,00 |      |
| Eleitorado/Participação | Eleitorado/Participação               | 818   | 53,67 / 100,00  | 2,86 |

#### Coimbra - Sé Nova
| Partido                 | Partido                        | Votos | %               | +/-  |
| ----------------------- | ------------------------------ | ----- | --------------- | ---- |
|                         | Partido Social Democrata       | 1 837 | 44,76 / 100,00  | 6,45 |
|                         | Partido Socialista             | 739   | 18,01 / 100,00  | 5,35 |
|                         | CDS – Partido Popular          | 627   | 15,28 / 100,00  | 4,15 |
|                         | Bloco de Esquerda              | 319   | 7,77 / 100,00   | 4,86 |
|                         | Coligação Democrática Unitária | 298   | 7,26 / 100,00   | 0,25 |
|                         | Outros                         | 111   | 2,71 / 100,00   |      |
| Votos Inválidos         | Votos Inválidos                | 173   | 4,22 / 100,00   | 1,03 |
| Total                   | Total                          | 4 104 | 100,00 / 100,00 |      |
| Eleitorado/Participação | Eleitorado/Participação        | 6 322 | 64,92 / 100,00  | 1,66 |

#### Eiras
| Partido                 | Partido                               | Votos  | %               | +/-  |
| ----------------------- | ------------------------------------- | ------ | --------------- | ---- |
|                         | Partido Social Democrata              | 2 053  | 33,48 / 100,00  | 8,43 |
|                         | Partido Socialista                    | 1 748  | 28,51 / 100,00  | 7,53 |
|                         | CDS – Partido Popular                 | 657    | 10,71 / 100,00  | 1,62 |
|                         | Coligação Democrática Unitária        | 603    | 9,83 / 100,00   | 0,84 |
|                         | Bloco de Esquerda                     | 558    | 9,10 / 100,00   | 6,23 |
|                         | Partido pelos Animais e pela Natureza | 100    | 1,63 / 100,00   | Novo |
|                         | Outros                                | 134    | 2,19 / 100,00   |      |
| Votos Inválidos         | Votos Inválidos                       | 279    | 4,55 / 100,00   | 1,75 |
| Total                   | Total                                 | 6 132  | 100,00 / 100,00 |      |
| Eleitorado/Participação | Eleitorado/Participação               | 10 712 | 57,24 / 100,00  | 0,83 |

#### Lamarosa
| Partido                 | Partido                        | Votos | %               | +/-   |
| ----------------------- | ------------------------------ | ----- | --------------- | ----- |
|                         | Partido Social Democrata       | 352   | 37,37 / 100,00  | 12,52 |
|                         | Partido Socialista             | 281   | 29,83 / 100,00  | 10,52 |
|                         | CDS – Partido Popular          | 86    | 9,13 / 100,00   | 0,03  |
|                         | Coligação Democrática Unitária | 79    | 8,39 / 100,00   | 0,58  |
|                         | Bloco de Esquerda              | 58    | 6,16 / 100,00   | 4,37  |
|                         | PCTP/MRPP                      | 23    | 2,44 / 100,00   | 1,17  |
|                         | Outros                         | 32    | 3,40 / 100,00   |       |
| Votos Inválidos         | Votos Inválidos                | 31    | 3,29 / 100,00   | 0,37  |
| Total                   | Total                          | 942   | 100,00 / 100,00 |       |
| Eleitorado/Participação | Eleitorado/Participação        | 1 926 | 48,91 / 100,00  | 3,20  |

#### Ribeira de Frades
| Partido                 | Partido                        | Votos | %               | +/-   |
| ----------------------- | ------------------------------ | ----- | --------------- | ----- |
|                         | Partido Socialista             | 407   | 41,19 / 100,00  | 9,52  |
|                         | Partido Social Democrata       | 294   | 29,76 / 100,00  | 10,66 |
|                         | CDS – Partido Popular          | 82    | 8,30 / 100,00   | 1,71  |
|                         | Coligação Democrática Unitária | 82    | 8,30 / 100,00   | 0,21  |
|                         | Bloco de Esquerda              | 53    | 5,36 / 100,00   | 5,55  |
|                         | PCTP/MRPP                      | 11    | 1,11 / 100,00   | 0,30  |
|                         | Outros                         | 17    | 1,72 / 100,00   |       |
| Votos Inválidos         | Votos Inválidos                | 42    | 4,25 / 100,00   | 1,81  |
| Total                   | Total                          | 988   | 100,00 / 100,00 |       |
| Eleitorado/Participação | Eleitorado/Participação        | 1 623 | 60,87 / 100,00  | 2,40  |

#### Santa Clara
| Partido                 | Partido                               | Votos | %               | +/-  |
| ----------------------- | ------------------------------------- | ----- | --------------- | ---- |
|                         | Partido Social Democrata              | 2 165 | 38,31 / 100,00  | 9,95 |
|                         | Partido Socialista                    | 1 501 | 26,56 / 100,00  | 7,36 |
|                         | CDS – Partido Popular                 | 645   | 11,41 / 100,00  | 1,82 |
|                         | Coligação Democrática Unitária        | 454   | 8,03 / 100,00   | 0,49 |
|                         | Bloco de Esquerda                     | 436   | 7,71 / 100,00   | 7,06 |
|                         | Partido pelos Animais e pela Natureza | 75    | 1,33 / 100,00   | Novo |
|                         | Outros                                | 125   | 2,21 / 100,00   |      |
| Votos Inválidos         | Votos Inválidos                       | 253   | 4,48 / 100,00   | 1,38 |
| Total                   | Total                                 | 5 652 | 100,00 / 100,00 |      |
| Eleitorado/Participação | Eleitorado/Participação               | 9 066 | 62,34 / 100,00  | 0,18 |

#### Santo António dos Olivais
| Partido                 | Partido                               | Votos  | %               | +/-  |
| ----------------------- | ------------------------------------- | ------ | --------------- | ---- |
|                         | Partido Social Democrata              | 9 340  | 41,15 / 100,00  | 7,60 |
|                         | Partido Socialista                    | 5 203  | 22,92 / 100,00  | 7,24 |
|                         | CDS – Partido Popular                 | 2 995  | 13,19 / 100,00  | 3,57 |
|                         | Bloco de Esquerda                     | 1 843  | 8,12 / 100,00   | 5,40 |
|                         | Coligação Democrática Unitária        | 1 646  | 7,25 / 100,00   | 0,20 |
|                         | Partido pelos Animais e pela Natureza | 234    | 1,03 / 100,00   | Novo |
|                         | Outros                                | 415    | 1,84 / 100,00   |      |
| Votos Inválidos         | Votos Inválidos                       | 1 023  | 4,50 / 100,00   | 1,05 |
| Total                   | Total                                 | 22 699 | 100,00 / 100,00 |      |
| Eleitorado/Participação | Eleitorado/Participação               | 34 058 | 66,65 / 100,00  | 0,84 |

#### São João do Campo
| Partido                 | Partido                        | Votos | %               | +/-  |
| ----------------------- | ------------------------------ | ----- | --------------- | ---- |
|                         | Partido Socialista             | 456   | 43,35 / 100,00  | 5,11 |
|                         | Partido Social Democrata       | 229   | 21,77 / 100,00  | 6,58 |
|                         | Coligação Democrática Unitária | 155   | 14,73 / 100,00  | 0,93 |
|                         | CDS – Partido Popular          | 94    | 8,94 / 100,00   | 2,51 |
|                         | Bloco de Esquerda              | 50    | 4,75 / 100,00   | 3,36 |
|                         | PCTP/MRPP                      | 11    | 1,05 / 100,00   | 1,19 |
|                         | Outros                         | 14    | 1,33 / 100,00   |      |
| Votos Inválidos         | Votos Inválidos                | 43    | 4,09 / 100,00   | 1,39 |
| Total                   | Total                          | 1 052 | 100,00 / 100,00 |      |
| Eleitorado/Participação | Eleitorado/Participação        | 1 920 | 54,79 / 100,00  | 0,18 |

#### São Martinho de Árvore
| Partido                 | Partido                               | Votos | %               | +/-  |
| ----------------------- | ------------------------------------- | ----- | --------------- | ---- |
|                         | Partido Socialista                    | 175   | 32,29 / 100,00  | 7,64 |
|                         | Partido Social Democrata              | 157   | 28,97 / 100,00  | 2,57 |
|                         | CDS – Partido Popular                 | 59    | 10,89 / 100,00  | 2,60 |
|                         | Bloco de Esquerda                     | 40    | 7,38 / 100,00   | 5,65 |
|                         | Coligação Democrática Unitária        | 36    | 6,64 / 100,00   | 0,81 |
|                         | PCTP/MRPP                             | 12    | 2,21 / 100,00   | 0,86 |
|                         | Partido pelos Animais e pela Natureza | 7     | 1,29 / 100,00   | Novo |
|                         | Outros                                | 14    | 2,58 / 100,00   |      |
| Votos Inválidos         | Votos Inválidos                       | 42    | 7,75 / 100,00   | 4,88 |
| Total                   | Total                                 | 542   | 100,00 / 100,00 |      |
| Eleitorado/Participação | Eleitorado/Participação               | 890   | 60,90 / 100,00  | 5,80 |

#### São Martinho do Bispo
| Partido                 | Partido                               | Votos  | %               | +/-   |
| ----------------------- | ------------------------------------- | ------ | --------------- | ----- |
|                         | Partido Social Democrata              | 2 624  | 35,30 / 100,00  | 10,45 |
|                         | Partido Socialista                    | 2 166  | 29,14 / 100,00  | 7,21  |
|                         | CDS – Partido Popular                 | 761    | 10,24 / 100,00  | 1,71  |
|                         | Coligação Democrática Unitária        | 615    | 8,27 / 100,00   | 0,12  |
|                         | Bloco de Esquerda                     | 607    | 8,17 / 100,00   | 7,47  |
|                         | Partido pelos Animais e pela Natureza | 98     | 1,32 / 100,00   | Novo  |
|                         | Outros                                | 207    | 2,78 / 100,00   |       |
| Votos Inválidos         | Votos Inválidos                       | 356    | 4,79 / 100,00   | 1,33  |
| Total                   | Total                                 | 7 434  | 100,00 / 100,00 |       |
| Eleitorado/Participação | Eleitorado/Participação               | 12 402 | 59,94 / 100,00  | 2,10  |

#### São Paulo de Frades
| Partido                 | Partido                               | Votos | %               | +/-  |
| ----------------------- | ------------------------------------- | ----- | --------------- | ---- |
|                         | Partido Socialista                    | 911   | 33,36 / 100,00  | 5,68 |
|                         | Partido Social Democrata              | 850   | 31,12 / 100,00  | 7,94 |
|                         | CDS – Partido Popular                 | 279   | 10,22 / 100,00  | 2,18 |
|                         | Coligação Democrática Unitária        | 218   | 7,98 / 100,00   | 1,65 |
|                         | Bloco de Esquerda                     | 185   | 6,77 / 100,00   | 6,56 |
|                         | Movimento Esperança Portugal          | 45    | 1,65 / 100,00   | 1,36 |
|                         | PCTP/MRPP                             | 35    | 1,28 / 100,00   | 0,53 |
|                         | Partido pelos Animais e pela Natureza | 29    | 1,06 / 100,00   | Novo |
|                         | Outros                                | 35    | 1,28 / 100,00   |      |
| Votos Inválidos         | Votos Inválidos                       | 144   | 5,28 / 100,00   | 1,95 |
| Total                   | Total                                 | 2 731 | 100,00 / 100,00 |      |
| Eleitorado/Participação | Eleitorado/Participação               | 4 434 | 61,59 / 100,00  | 1,69 |

#### São Silvestre
| Partido                 | Partido                               | Votos | %               | +/-   |
| ----------------------- | ------------------------------------- | ----- | --------------- | ----- |
|                         | Partido Socialista                    | 538   | 35,14 / 100,00  | 9,49  |
|                         | Partido Social Democrata              | 420   | 27,43 / 100,00  | 10,65 |
|                         | Coligação Democrática Unitária        | 190   | 12,41 / 100,00  | 2,60  |
|                         | CDS – Partido Popular                 | 130   | 8,49 / 100,00   | 0,44  |
|                         | Bloco de Esquerda                     | 125   | 8,16 / 100,00   | 6,23  |
|                         | PCTP/MRPP                             | 21    | 1,37 / 100,00   | 0,39  |
|                         | Partido pelos Animais e pela Natureza | 16    | 1,05 / 100,00   | Novo  |
|                         | Outros                                | 26    | 1,70 / 100,00   |       |
| Votos Inválidos         | Votos Inválidos                       | 65    | 4,25 / 100,00   | 0,80  |
| Total                   | Total                                 | 1 531 | 100,00 / 100,00 |       |
| Eleitorado/Participação | Eleitorado/Participação               | 2 659 | 57,58 / 100,00  | 3,45  |

#### Souselas
| Partido                 | Partido                               | Votos | %               | +/-  |
| ----------------------- | ------------------------------------- | ----- | --------------- | ---- |
|                         | Partido Social Democrata              | 597   | 35,04 / 100,00  | 9,71 |
|                         | Partido Socialista                    | 577   | 33,86 / 100,00  | 4,76 |
|                         | Coligação Democrática Unitária        | 168   | 9,86 / 100,00   | 1,52 |
|                         | CDS – Partido Popular                 | 115   | 6,75 / 100,00   | 0,90 |
|                         | Bloco de Esquerda                     | 100   | 5,87 / 100,00   | 4,73 |
|                         | PCTP/MRPP                             | 22    | 1,29 / 100,00   | 0,16 |
|                         | Partido pelos Animais e pela Natureza | 19    | 1,12 / 100,00   | Novo |
|                         | Outros                                | 35    | 2,05 / 100,00   |      |
| Votos Inválidos         | Votos Inválidos                       | 71    | 4,16 / 100,00   | 0,87 |
| Total                   | Total                                 | 1 704 | 100,00 / 100,00 |      |
| Eleitorado/Participação | Eleitorado/Participação               | 2 912 | 58,52 / 100,00  | 2,52 |

#### Taveiro
| Partido                 | Partido                               | Votos | %               | +/-   |
| ----------------------- | ------------------------------------- | ----- | --------------- | ----- |
|                         | Partido Socialista                    | 383   | 36,55 / 100,00  | 8,72  |
|                         | Partido Social Democrata              | 319   | 30,44 / 100,00  | 10,19 |
|                         | CDS – Partido Popular                 | 108   | 10,31 / 100,00  | 0,77  |
|                         | Coligação Democrática Unitária        | 76    | 7,25 / 100,00   | 0,13  |
|                         | Bloco de Esquerda                     | 70    | 6,68 / 100,00   | 5,92  |
|                         | Partido pelos Animais e pela Natureza | 13    | 1,24 / 100,00   | Novo  |
|                         | PCTP/MRPP                             | 13    | 1,24 / 100,00   | 0,47  |
|                         | Outros                                | 18    | 1,73 / 100,00   |       |
| Votos Inválidos         | Votos Inválidos                       | 48    | 4,59 / 100,00   | 2,43  |
| Total                   | Total                                 | 1 048 | 100,00 / 100,00 |       |
| Eleitorado/Participação | Eleitorado/Participação               | 1 726 | 60,72 / 100,00  | 4,06  |

#### Torre de Vilela
| Partido                 | Partido                               | Votos | %               | +/-   |
| ----------------------- | ------------------------------------- | ----- | --------------- | ----- |
|                         | Partido Social Democrata              | 222   | 37,19 / 100,00  | 10,88 |
|                         | Partido Socialista                    | 205   | 34,34 / 100,00  | 5,51  |
|                         | Coligação Democrática Unitária        | 53    | 8,88 / 100,00   | 1,03  |
|                         | CDS – Partido Popular                 | 46    | 7,71 / 100,00   | 0,44  |
|                         | Bloco de Esquerda                     | 37    | 6,20 / 100,00   | 5,03  |
|                         | Partido pelos Animais e pela Natureza | 8     | 1,34 / 100,00   | Novo  |
|                         | Outros                                | 10    | 1,67 / 100,00   |       |
| Votos Inválidos         | Votos Inválidos                       | 16    | 2,68 / 100,00   | 0,71  |
| Total                   | Total                                 | 597   | 100,00 / 100,00 |       |
| Eleitorado/Participação | Eleitorado/Participação               | 1 025 | 58,24 / 100,00  | 6,50  |

#### Torres do Mondego
| Partido                 | Partido                        | Votos | %               | +/-   |
| ----------------------- | ------------------------------ | ----- | --------------- | ----- |
|                         | Partido Socialista             | 446   | 35,88 / 100,00  | 6,76  |
|                         | Partido Social Democrata       | 399   | 32,10 / 100,00  | 10,38 |
|                         | Coligação Democrática Unitária | 132   | 10,62 / 100,00  | 0,39  |
|                         | CDS – Partido Popular          | 76    | 6,11 / 100,00   | 0,42  |
|                         | Bloco de Esquerda              | 72    | 5,79 / 100,00   | 7,18  |
|                         | PCTP/MRPP                      | 15    | 1,21 / 100,00   | 0,47  |
|                         | Outros                         | 24    | 1,93 / 100,00   |       |
| Votos Inválidos         | Votos Inválidos                | 79    | 6,36 / 100,00   | 2,86  |
| Total                   | Total                          | 1 243 | 100,00 / 100,00 |       |
| Eleitorado/Participação | Eleitorado/Participação        | 2 205 | 56,37 / 100,00  | 4,66  |

#### Trouxemil
| Partido                 | Partido                               | Votos | %               | +/-  |
| ----------------------- | ------------------------------------- | ----- | --------------- | ---- |
|                         | Partido Socialista                    | 535   | 38,68 / 100,00  | 7,75 |
|                         | Partido Social Democrata              | 380   | 27,48 / 100,00  | 8,99 |
|                         | CDS – Partido Popular                 | 138   | 9,98 / 100,00   | 2,05 |
|                         | Coligação Democrática Unitária        | 134   | 9,69 / 100,00   | 0,44 |
|                         | Bloco de Esquerda                     | 98    | 7,09 / 100,00   | 5,24 |
|                         | Partido pelos Animais e pela Natureza | 18    | 1,30 / 100,00   | Novo |
|                         | PCTP/MRPP                             | 17    | 1,23 / 100,00   | 0,61 |
|                         | Outros                                | 20    | 1,45 / 100,00   |      |
| Votos Inválidos         | Votos Inválidos                       | 43    | 3,11 / 100,00   | 0,22 |
| Total                   | Total                                 | 1 383 | 100,00 / 100,00 |      |
| Eleitorado/Participação | Eleitorado/Participação               | 2 581 | 53,58 / 100,00  | 4,56 |

#### Vil de Matos
| Partido                 | Partido                               | Votos | %               | +/-   |
| ----------------------- | ------------------------------------- | ----- | --------------- | ----- |
|                         | Partido Socialista                    | 171   | 39,95 / 100,00  | 4,89  |
|                         | Partido Social Democrata              | 157   | 36,68 / 100,00  | 12,24 |
|                         | CDS – Partido Popular                 | 27    | 6,31 / 100,00   | 3,78  |
|                         | Bloco de Esquerda                     | 23    | 5,37 / 100,00   | 2,93  |
|                         | Coligação Democrática Unitária        | 21    | 4,91 / 100,00   | 2,71  |
|                         | Partido pelos Animais e pela Natureza | 7     | 1,64 / 100,00   | Novo  |
|                         | Outros                                | 10    | 2,34 / 100,00   |       |
| Votos Inválidos         | Votos Inválidos                       | 12    | 2,80 / 100,00   | 0,10  |
| Total                   | Total                                 | 428   | 100,00 / 100,00 |       |
| Eleitorado/Participação | Eleitorado/Participação               | 724   | 59,12 / 100,00  | 3,96  |